# Prémonition
Pour les articles homonymes, voir Prémonitions.
Une prémonition (du latin praemonitio, « avertissement ») désigne le pressentiment de savoir ce qui va arriver dans l'avenir. C'est une intuition d'origine inexpliquée, laquelle peut être parapsychique.

## Définition
On peut distinguer la prémonition de la précognition qui désigne la « connaissance d'événements futurs acquise autrement que par déduction logique » ; et également de la voyance car la prémonition se présente spontanément à l'esprit, à l'opposé de la recherche qu'en fait le voyant.
Selon le dictionnaire Larousse, le terme Prémonition est défini comme un avertissement inexplicable « s'imposant à la conscience, d'un événement à venir ».

## Dans la culture

### Dans la littérature
Certains romans, même s'ils différent plus ou moins de la réalité, sont souvent considérés comme des romans prémonitoires car ils évoquent les faits survenus ultérieurement de très près, comme dans le cas du roman Le Naufrage du Titan, écrit par Morgan Robertson et publié en 1898 sous le titre Futility (en français Futilité) et qui fait référence au naufrage du Titanic survenu 13 ans plus tard ou plus récemment dans le cas du roman Les Yeux des ténèbres (titre original : The Eyes of Darkness) de science-fiction de Dean Koontz publié en 1981 qui imagine dans ce livre l'existence d'un mystérieux virus nommé Wuhan-400. Ce fait, purement inventé est considéré comme une prédiction de la pandémie de coronavirus de 2019-2020 avec presque quarante ans d'avance, malgré le fait que les épidémies et autres armes bactériologiques fassent partie des thèmes régulièrement évoqués dans les livres de science-fiction,..

### Au cinéma
Il existe de nombreux films faisant référence au sentiment de prémonition dont notamment :
- Prémonitions (Premonition), film américain réalisé par Mennan Yapo, sorti en 2007.
- Prémonitions (Solace), thriller policier américain d'Afonso Poyart, sorti en 2015.
- Prémonition (Yogen) film d'horreur japonais réalisé en 2004 réalisé par Norio Tsuruta.